# Morières-lès-Avignon
Morières-lès-Avignon település Franciaországban, Vaucluse megyében. Lakosainak száma 8996 fő (2022. január 1.). Morières-lès-Avignon Avignon, Caumont-sur-Durance, Châteauneuf-de-Gadagne, Saint-Saturnin-lès-Avignon, Vedène és Le Pontet községekkel határos.

## Népesség
A település népességének változása:
| Lakosok száma | 7999 | 8198 | 8419 | 8317 | 8563 | 8786 | 8848 | 8922 | 8996 |
|               | 2013 | 2015 | 2016 | 2017 | 2018 | 2019 | 2020 | 2021 | 2022 |